# Choral Public Domain Library

Logo de Choral Public Domain Library

Le site Choral Public Domain Library (rebaptisé ChoralWiki en 2005) est un site collaboratif mettant gratuitement à disposition des partitions pour ensemble vocal.
En 2013 elle proposait 16 725 titres et presque 45 000 en mai 2023.